# Jan Kornaś
Jan Kornaś (ur. 26 kwietnia 1923 w Krakowie, zm. 8 sierpnia 1994 tamże) – polski botanik, specjalizujący się w fitogeografii, fitosocjologii, florystyce i pterydologii, badacz szaty roślinnej Polski, Europy, Afryki i Ameryki Północnej.

## Życiorys
Doktorat uzyskał w Uniwersytecie Jagiellońskim w 1949 na podstawie rozprawy Synantropijne zespoły roślinne Jury Krakowskiej. W 1954 został mianowany docentem przez Centralną Komisję Kwalifikacyjną na podstawie monografii "Geobotaniczna charakterystyka Gorców". Od 1986 roku członek rzeczywisty Polskiej Akademii Nauk i członek czynny Polskiej Akademii Umiejętności. Przewodniczący Oddziału Krakowskiego i członek honorowy Polskiego Towarzystwa Botanicznego. Profesor Uniwersytetu Jagiellońskiego, Uniwersytetu Zambijskiego i uniwersytetu w Maiduguri, dyrektor Instytutu Botaniki Uniwersytetu Jagiellońskiego. W 1993 „za wybitne zasługi w pracy naukowej i dydaktycznej” został odznaczony Krzyżem Komandorskim Orderu Odrodzenia Polski.
W 1989 otrzymał Medal im. Władysława Szafera.
Jego żoną była Anna Medwecka-Kornaś. Został pochowany na cmentarzu Rakowickim w Krakowie (kwatera HB, rząd wsch.).

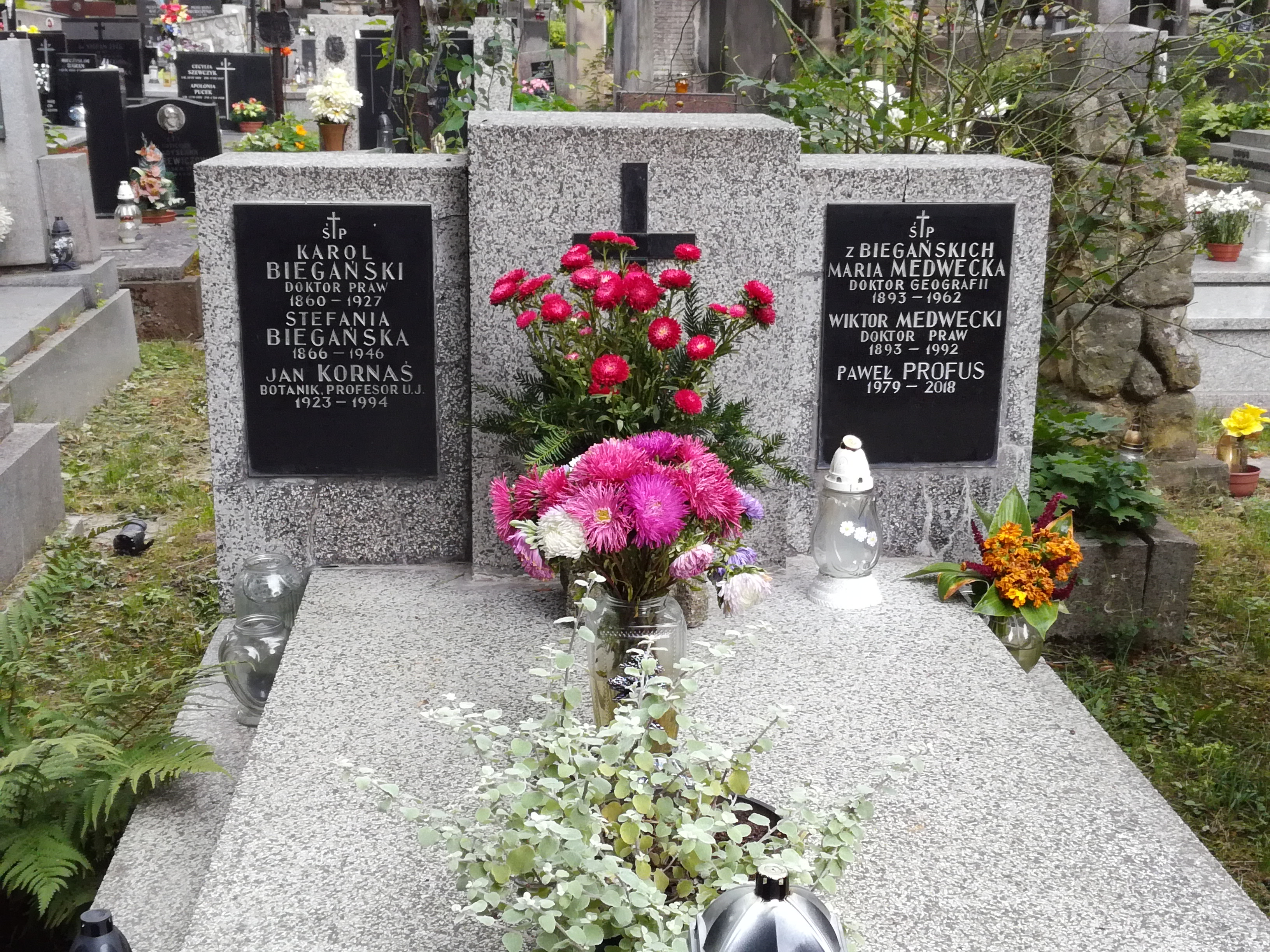
Grób prof. Jana Kornasia na cmentarzu Rakowickim

## Publikacje
Autor lub współautor ponad 600 publikacji, w tym ok. 130 oryginalnych prac naukowych, m.in.: 
- Associations végétales sous-marines dans le Golfe de Gdańsk (Baltique polonaise). Vegetatio 2(2/3): 120-127 (1950).
- Zespoły roślinne Jury Krakowskiej. Część 1: Zespoły pól uprawnych. Acta Soc. Bot. Pol. 20(2): 361-438 (1951).
- Zespoły roślinne Jury Krakowskiej. Część 2: Zespoły ruderalne. Acta Soc. Bot. Pol. 21(4): 701-718 (1952).
- Charakterystyka geobotaniczna Gorców. Monographiae Botanicae 3: 1-216 (1955)
- Zespoły roślinne Jury Krakowskiej. Część 3: Zespoły piaskowe. Acta Soc. Bot. Pol. 26(2): 467-484 (1957).
- Rośliny naczyniowe Gorców. Monographiae Botanicae 5: 1-260 (1957).
- Zespoły roślinne Gorców. 1. Naturalne i na wpół naturalne zespoły nieleśne. Fragm. Flor. Geobot. 13(2): 167-316 (1967).
- Zespoły roślinne Gorców. 2. Zespoły synantropijne. Fragm. Flor. Geobot. 14(1): 83-124 (1968).
- Geograficzno-historyczna klasyfikacja roślin synantropijnych. Materiały Zakładu Fitosocjologii Stosowanej Uniwersytetu Warszawskiego 25: 33-41 (1968)
- Distribution and ecology of the pteridophytes in Zambia. PWN, Warszawa-Kraków, ss. 207 (1979)
- Geografia roślin. Wydawnictwo Naukowe PWN, Warszawa, ss. 634 (wyd. 1 -1986, wyd. 2 -2002).
- Atlas of distribution of pteridophytes in Rwanda (Central Africa). Prace Bot. 25: 1-137 (1993)
- The significance of historical factors and ecological preference in the distribution of African pteridophytes. J. Biogeogr. 20(3): 281-286 (1993)
- Patterns of species richness and distribution of pteridophytes in Rwanda (Central Africa): a numerical approach. J. Biogeogr. 21(5): 491-501 (1994)

Autor następujących nowych taksonów i kombinacji nomenklatorycznych:
- Actiniopteris dimorpha Pic.Serm. subsp. diversiformis Kornaś
- Cheilanthes afra (Pic.Serm.) Kornaś
- Cheilanthes concolor (Langsd. & Fisch.) Schelpe & N.C.Anthony var. kirkii (Hook.) Kornaś
- Cheilanthes perlanata (Pic.Serm.) Kornaś
- Abildgaardia igneotonsa (Raymond) Kornaś
- Hymenophyllum triangulare Baker subsp. uluguruense Kornaś
- Trichomanes inopinatum (Pic.Serm.) Kornaś
- Trichomanes inopinatum (Pic.Serm.) J.E.Burrows var. majus (Taton) Kornaś
- Lycopodium afromontanum (Pic.Serm.) Kornaś
- Lycopodium bampsianum (Pic.Serm.) Kornaś
- Athyrium annae Kornaś

## Memoria
Na cześć J. Kornasia utworzono następujące nazwy roślin:
- rodzaj Kornasia Szlach.
- Actiniopteris kornasii Medw.-Kornaś
- Stylochaeton kornasii Malaisse & Bamps
- Schefflera kornasii Grushv. & Skvortsova
- Taraxacum kornasii Soest
- Bilabrella kornasiorum (Szlach. & Olszewski) Szlach. & Kras-Lap.
- Habenaria kornasiana Szlach.
- Habenaria kornasiorum Szlach. & Olszewski
- Polystachya kornasiana Szlach. & Olszewski
- Alchemilla kornasiana Pawł.
- Xyris kornasiana Brylska & Lisowski
- Gyaladenia friesii Schltr. var. kornasii Szlach., Mytnik, Rutk., Jerch. & Baranow